# Jarmo Lainio

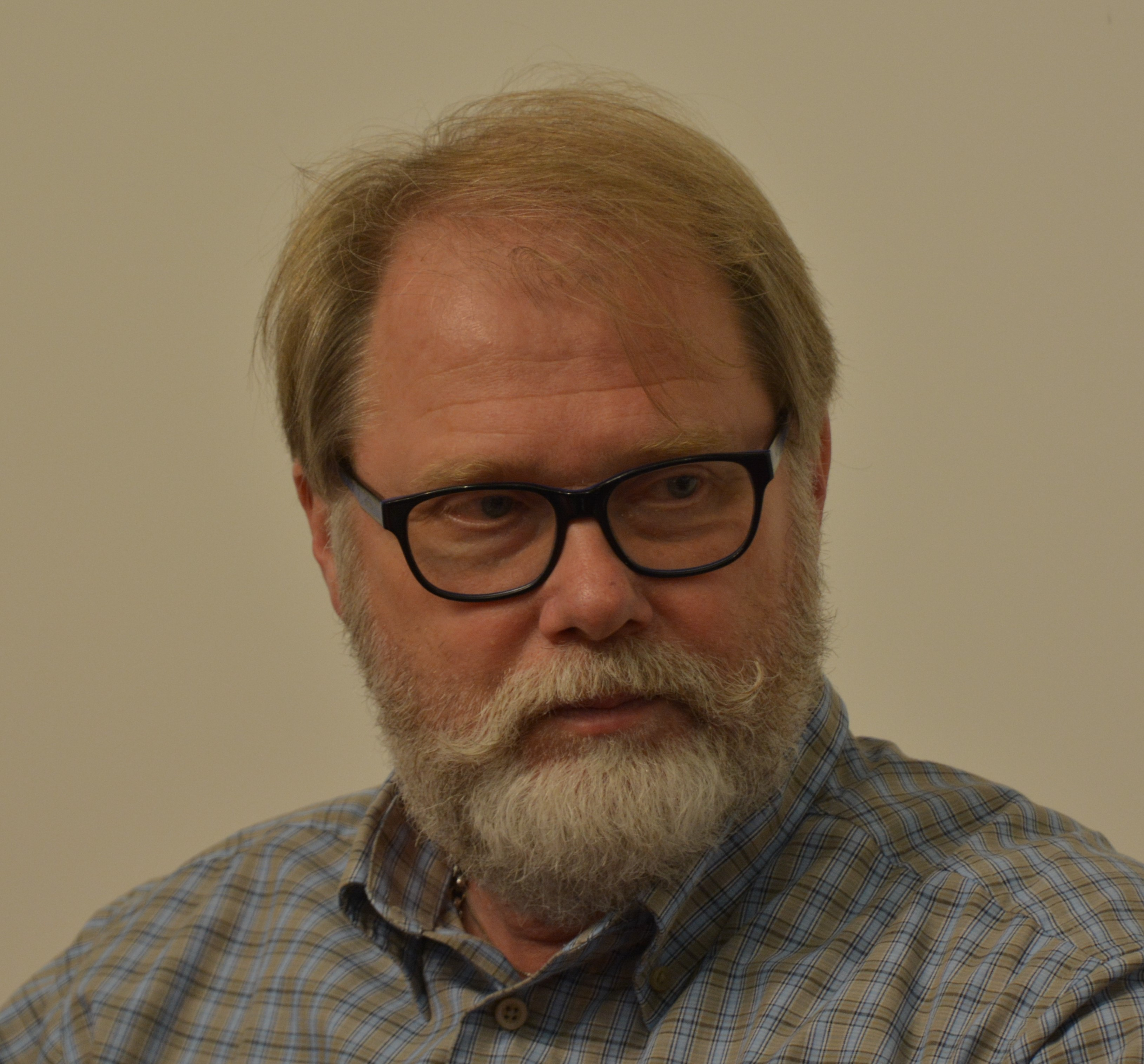
Jarmo Lainio

Jarmo Olavi Lainio, född 24 juli 1955 i Finland, är en svensk professor i finska språket.
Jarmo Lainio flyttade som barn från Finland till Eskilstuna. Han är den första professorn i finska med inriktning mot finskan i Sverige vid Mälardalens högskola i Eskilstuna. 
Han avlade doktorsexamen vid Centrum för multietnisk forskning vid Uppsala universitet 1989 med avhandlingen Spoken Finnish in urban Sweden.